# Dura (Palästina)

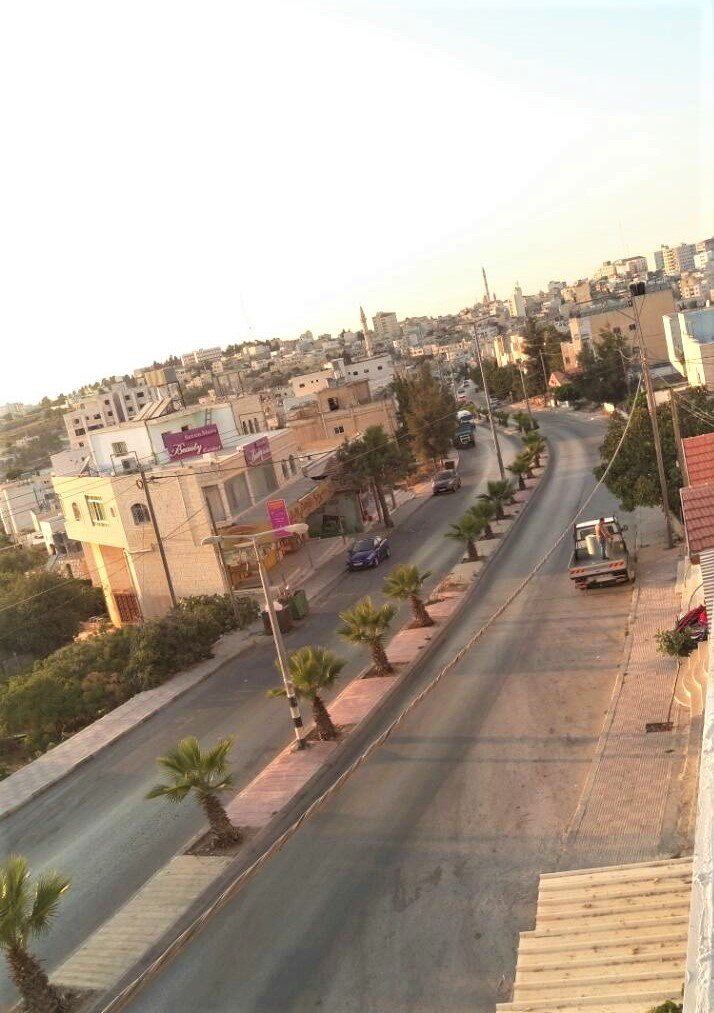
Dura (2017)

Dura (arabisch دورا, DMG Dūrā) ist eine Stadt innerhalb des Gouvernement Hebron der Palästinensischen Autonomiebehörde bzw. des Staates Palästina. Sie befindet sich im Hochland von Hebron (südlicher Teil des Judäischen Berglands) im Süden des Westjordanlandes.
Nach Angaben des Palästinensischen Zentralbüros für Statistik hat die Stadt zur Jahresmitte 2017 39.336 Einwohner. Bis 2020 stieg diese Zahl auf 42.174 Einwohner.

## Geschichte
Dura ist ein antiker Ort, an dem alte Zisternen und Mosaikfragmente gefunden wurden. Die Siedlung wurde bereits im 14. Jahrhundert v. Chr. In den Amarna-Briefen erwähnt. Auch in der Bibel (1. Buch der Makkabäer) wird auf die Siedlung unter dem damaligen Namen Adurim bzw. Adora Bezug genommen.
1517 wurde das damalige Dorf mit dem Rest Palästinas in das Osmanische Reich eingegliedert. 1834 nahmen Duras Einwohner an einem Aufstand gegen die Ägypter unter Ibrahim Pascha teil, der das Gebiet zwischen 1831 und 1840 übernahm. Als Edward Robinson 1838 das Gebiet besuchte, beschrieb er Dura als eines der größten Dörfer in der Region. 
Nach dem ersten arabisch-israelischen Krieg von 1948 kam das Gebiet unter jordanische Herrschaft und wurde 1950 schließlich annektiert und ins Königreich Jordanien eingegliedert. Dura wurde am 1. Januar 1967 als Gemeinde gegründet, fünf Monate bevor sie nach dem Sechstagekrieg unter israelische Besatzung geriet. Im Israelisch-jordanischen Frieden verzichtete Jordanien auf seine israelisch besetzten Gebiete, wodurch deren Bewohner ihre jordanische Staatsangehörigkeit verloren und staatenlos wurden. Nachdem die Palästinensische Autonomiebehörde 1995 die Kontrolle über die Stadt erhalten hatte, wurde ein lokales Komitee eingerichtet, um die Beschlagnahme von Land aus der Stadt zu verhindern, und der Gemeinderat wurde erweitert. Viele palästinensische Ministerien und Regierungsinstitutionen eröffneten Büros in Dura und stärkten damit ihre Rolle in der palästinensischen Politik. 1995 wurde die Stadt Teil des Gebiets A unter der Palästinensischen Autonomiebehörde. Wenige Kilometer von dem Ort entfernt befindet sich heute die israelische Siedlung Adora.

## Einwohnerentwicklung
| Zensusjahr | Einwohnerzahl |
| ---------- | ------------- |
| 1997       | 15.503        |
| 2007       | 28.268        |
| 2017       | 39.336        |